# Парастос
Парастос или панихида (грч. παννυχίς, παράστασις) молитва је за покојне.
Иако је у почетку постојала разлика између појма парастос и панихида, данас то представља исти појам. Парастос је грчка реч и означава посредништво, заступништво или заузимање за неког. Панихида је такође грчка сложеница коју чине речи πας (пас) — „сав”, „читав”, νύχτα (нихта) — „ноћ” и αδο (адо) — „оглашавати се”. Заправо означава свеноћну службу или певам сву ноћ — свеноћно бдење. У раној Цркви, за време прогонстава, помињање упокојених заиста је обављано ноћу све до свитања. Етимологија овог назива указује на свеноћну службу, то је и једна врста бдења. Међутим, у данашњем општем смислу тај назив подразумева молитву за покојне. Иако је у почетку постојала разлика између појма парастос и панихида данас то представља исти појам.
У народу за парастос постоји израз даћа — од глагола дати, даје се, а у неким крајевима назива се мртвено или подушје. Даћа — даје се — у спомен покојнику она храна која се износи на гроб.
Задушнице — (за душу) — дан посвећен умрлима, када се чине молитве и даје милостиња за душе покојника.

## Када се врши Парастос?
Помени за умрле (парастоси) се у Русији дају у 3, 9. и 40. дан после смрти као и на пола године и годину. У Србији седмог, а не деветог дана.  
- Парастос у трећи дан симболише тродневни боравак Христов у гробу, и врши се и у част Свете Тројице.
- Девети дан — због девет анђеоских чинова, са молитвом да се душа умрлог приброји њиховим чиновима.
- Четрдесети дан — у част Вазнесења Христовог у 40. дан после Васкрсења. Јер у четрдесети дан после смрти, душа човекова излази пред праведни суд Божији.